# Pavlov's Dog
Pavlov's Dog est un groupe américain de rock progressif, originaire de Saint-Louis, dans le Missouri.

## Historique

### Première phase (1972–1977)
Le nom est une référence au chien de Pavlov. Le groupe, originaire de St-Louis, dans le Missouri, est formé en 1972 par Mike Safron et David Surkamp. À l'origine, la formation incluait également Siegfried Carver, David Hamilton, Doug Rayburn, Rick Stockton et Steve Scorfina.
Le premier album de Pavlov's Dog, Pampered Menial, sorti en 1975, est le plus connu mais ne remporte qu'un succès commercial modeste. Il est produit par Murray Krugman et Sandy Pearlman, qui a produit les premiers albums de Blue Öyster Cult.
En 1976, At The Sound of the Bell, second album du groupe, sort dans les bacs. Bill Bruford (ex Yes et futur King Crimson) et Andy Mackay (de Roxy Music) participent à celui-ci.
Un troisième et dernier album est enregistré en 1977, sous le titre simple et évocateur Third (« troisième »). Cependant, à cause du manque de succès des deux premiers opus, Columbia Records refuse de le publier. Il ressurgit d'abord sous forme de bootleg, réalisé à partir de bandes d'enregistrement volées. Enfin il sort en édition limitée dans les années 1980 mais sous le nom de groupe The St. Louis Hounds, sans qu'apparaisse le nom d'origine de Pavlov's Dog. Par la suite, en 2007, ce troisième album est distribué en toute légalité par l'éditeur allemand Rockville Music, sous le titretitulé Has Anyone Here Seen Siegfried?. Il s'agit d'une version remasterisée incluant dix titres bonus inédits des années 1970. Il en existe également une version pirate par l'éditeur allemand TRC, intitulée Third, mais sans les bonus.
Le groupe se sépare en 1977, pour la même raison qui avait poussé Columbia à refuser leur troisième album.

### Retour (depuis 1990)
En 1990, le groupe se reforme avec David Surkamp, Doug Rayburn et Steve Scorfina (pour quelques contributions) de l'époque de Pampered Menial et Kirk Sarkesian (de Third) pour sortir l'album Lost In America (réédité en 2009 avec 8 titres bonus enregistrés entre 1990 et 2006). Tous les titres seront composés par le duo Surkamp-Rayburn. Le groupe est de nouveau mis en sommeil pendant une quinzaine d'années.
Le 26 juin 2004, le groupe se reforme mais sans Siegfried Carver, à St. Louis[pas clair]. Entre 2005 et 2008, Pavlov's Dog participe à plusieurs festivals et tourne beaucoup, notamment en Europe. En 2007, David Surkamp (avec en complément sur la pochette : « the voice of Pavlov's Dog ») sort l'album Dancing on the Edge of a Teacup avec Sara Surkamp (qui a participé à l'album de 1990). Pavlov's Dog ressuscite de nouveau en 2010. Pour le nouvel album, The Adventures of "Echo and Boo" and Assorted Small Tails, il ne reste que David Surkamp des débuts, mais cet album signe le retour du complice des premières heures : Mike Safron. La même année, Pavlov's Dog publie son premier album concert officiel : Live and Unleashed. Les 16 titres de cet album de bonne facture proviennent des quatre albums du groupe et de l'album solo de David Surkamp. Deux bootleg circulent aussi : Live Ambassador Theatre St. Louis, 1975 et Live Ford Auditorium, Detroit 1976. Des extraits de ces deux concerts sont ajoutés en bonus aux rééditions des albums Pampered Menial et At the Sound of the Bell en 2007 par Rockville.
Siegfried Carver meurt le 30 mai 2009, à 60 ans. Bien que le groupe n'ait pas sorti d'album depuis 2010, il reste très actif (pour preuve les nombreux titres en concert de 2011 et 2012 ajoutés à la réédition de Has Anyone Here Seen Sigfried?). Doug Rayburn meurt à son tour le 21 septembre 2012 et Stockton le 17 février 2015. Nathan Jatcko, leur dernier claviériste, se suicide le 17 janvier 2018.

## Membres

### Membres actuels
- David Surkamp - chant, guitare
- Sara Surkamp - chant, guitare
- Mike Safron - batterie, chant
- Amanda McCoy - guitare
- Nicholas Schlueter - claviers, chœurs
- Abbie Hainz Steiling - violon, chœurs
- Rick Steiling - basse

### Anciens membres
- Steve Scorfina - guitare (1972-1977)
- David Hamilton - claviers (1972-1976)
- Doug Rayburn - mellotron, flûte (1972-2008)
- Siegfried Carver - violon (1972-1976)
- Rick Stockton - basse (1972-1976)

Dans la réédition de Third par Rockville en 2013, il est précisé : The original Pavlov's Dog : Rick Stockton, David Surkamp, Lexa Engel, Mike Safron, Sigfried Carver and Steve Levin (1973).

## Discographie
- 1973 : The Pekin Tapes (édité en 2014 par Rockville avec quatre bonus. Véritable premier album du groupe enregistré en octobre 1973 ; il comprend les premières versions de Subway Sue, Natches Trace, Song Dance, Fast Gun et Preludin)
- 1975 : Pampered Menial (réédité en 2007 par Rockville avec quatre titres bonus)
- 1976 : At the Sound of the Bell (réédité en 2007 par Rockville, avec trois titres bonus)
- 1977 : Third (réédité en 2013 sous le titre Has Anyone here Seen Sigfried? (The Lost Third Pavlov's Dog Album) avec une pochette à la Sherlock Holmes, par Rockville, avec 9 titres bonus et Stop short (titre non retenu à l'époque pour l'album)
- 1990 : Lost In America (réédité en 2007 avec 8 titres bonus (enregistrés en concert entre 1990 et 2006)
- 2010 : Echo and Boo
- 2010 : Live and Unleashed
- 2014 : The Pekin Tapes
- 2016 : House Broken (DVD/CD)
- 2018 : Prodigal Dreamer